# Probabilité de défaut
La probabilité de défaut est un paramètre utilisé dans la détermination du capital économique, ECap et du capital réglementaire, RegCap sous Bâle II pour les institutions bancaires.

## Définition
La probabilité de défaut est, dans le cadre de Bâle II, la probabilité qu'un débiteur ne puisse faire face à ses obligations de remboursement.

## PD stressé et non stressé
La PD d'un débiteur dépend non seulement des caractéristiques de risque de ce débiteur particulier, mais également de l'environnement économique et de la mesure dans laquelle il affecte le débiteur. Ainsi, les informations disponibles pour estimer la PD peuvent être divisées en deux grandes catégories -
- Informations macroéconomiques telles que les indices des prix des logements, le chômage, les taux de croissance du PIB, etc. - ces informations restent les mêmes pour plusieurs débiteurs.
- Informations spécifiques au débiteur telles que la croissance des revenus (gros), le nombre de fois en souffrance au cours des six derniers mois (détail), etc. - ces informations sont spécifiques à un seul débiteur et peuvent être de nature statique ou dynamique. Des exemples de caractéristiques statiques sont l'industrie pour les prêts de gros et le « ratio prêt/valeur » de l'octroi pour les prêts de détail.

Une PD non stressée est une estimation selon laquelle le débiteur fera défaut sur un horizon temporel donné compte tenu des informations macroéconomiques actuelles ainsi que des informations spécifiques au débiteur. Cela implique que si les conditions macroéconomiques se détériorent, la PD d'un débiteur aura tendance à augmenter alors qu'elle aura tendance à diminuer si les conditions économiques s'améliorent.
Une PD stressée est une estimation selon laquelle le débiteur fera défaut sur un horizon temporel donné compte tenu des informations spécifiques actuelles du débiteur, mais en tenant compte des facteurs macroéconomiques « stressés », indépendamment de l'état actuel de l'économie. La PD stressée d'un débiteur évolue dans le temps en fonction des caractéristiques de risque du débiteur, mais n'est pas fortement affectée par les variations du cycle économique, car les conditions économiques défavorables sont déjà prises en compte dans l'estimation.
Une explication conceptuelle plus détaillée de la DP, stressée et non stressée, est décrite dans l'article Studies on the Validation of Internal Rating Systems publié par la Banque des règlements internationaux

### Ressources spécialisées
- Bluhm, Christian, Ludger Overbeck et Christoph Wagner, An Introduction to Credit Risk Modeling, Chapman & Hall/CRC, 2002 (ISBN 978-1-58488-326-5)
- Orlando, Giuseppe, Bufalo Michele, Penikas Henry et Zurlo Concetta, Modern Financial Engineering: Counterparty, Credit, Portfolio and Systemic Risks, World Scientific, 2022 (ISBN 978-981-125-235-8)
- de Servigny, Arnaud et Olivier Renault, The Standard & Poor's Guide to Measuring and Managing Credit Risk, McGraw-Hill, 2004 (ISBN 978-0-07-141755-6)